# Harald Kröplin
Harald Kröplin (* 16. Oktober 1947) ist ein ehemaliger Fußballtorwart aus Deutschland. In den 1970er Jahren bestritt er in Böhlen und Rostock Zweitligafußball. 

## Sportliche Laufbahn
Die Betriebssportgemeinschaft Chemie Böhlen begann die Saison 1970/71 in der zweitklassigen DDR-Liga mit den drei Torhütern Arno Bienick, Rolf Jelinski und Dieter Wild. Da Dieter Wild nach der Hinrunde aus dem Kader ausschied, wurde der 24-jährige Harald Kröplin nachnominiert. Er setzte sich gegen Bienick und Jelinski durch und bestritt in der DDR-Liga alle 15 Rückrundenspiele. Mit 16 Einsätzen bei 20 ausgetragenen Ligaspielen behauptete Kröplin in der Saison 1971/72 seinen Stammplatz im Böhlener Tor ebenso wie in der Spielzeit 1972/73, in der er bei den 22 Punktspielen 18-mal im Tor stand. Nach insgesamt 49 DDR-Liga-Einsätzen wechselte Kröplin im Sommer 1973 zum DDR-Ligisten BSG Schiffahrt/Hafen Rostock. 
In Rostock traf Kröplin in der Saison 1973/74 auf den bisherigen Stammtorwart Horst Müller, kam jedoch in zwölf von 22 Ligaspielen zum Einsatz und etablierte sich als erster Torhüter. In den folgenden sieben Spielzeiten war der Stammplatz bei Schiffahrt/Hafen ungefährdet. Als er nach der Saison 1979/80 seine Laufbahn als Leistungsfußballer beendete, hatte er für die Rostocker Mannschaft in der DDR-Liga 125 Spiele absolviert. 

## Sonstiges
Nach seiner Fußballlaufbahn arbeitete er bei der Ostsee-Zeitung in der Lokalredaktion Rostock.